# Luc Jouret
Pour les articles homonymes, voir Jouret.
Luc Jouret, né le 18 octobre 1947 au Congo belge, à Kikwit, et mort le 5 octobre 1994 à Granges-sur-Salvan en Suisse, est un médecin et homéopathe belge. 

## Biographie
Diplômé de la faculté de médecine de l'Université libre de Bruxelles, en 1974, il participera, en tant que commando parachutiste, à l'opération militaire franco-belge, à Kolwezi, au Zaïre (ex-Congo belge) en 1978. Il fut le fondateur en 1984, avec Joseph Di Mambro, qu'il rencontrera en novembre 1980, de la secte l'Ordre international chevaleresque de Tradition solaire (OICTS) qui deviendra l'Ordre du Temple solaire (OTS) et qui organisera plusieurs suicides collectifs qui défraieront la chronique Il reliait l'homéopathie au cosmos.
Le 5 octobre 1994, 48 membres de l'OTS, dont Jouret et Di Mambro, périssent tués par balle et brûlés lors d'un suicide collectif.